# Núria Martí Constans
Núria Martí Constans (Calella, 7 de juliol de 1966) és una escriptora i professora catalana.
Nascuda a Calella, Núria Martí va passar la infantesa i la joventut a Blanes. És llicenciada en Filologia Catalana per la Universitat de Girona, compagina l'escriptura literària amb la docència, i actualment viu a Girona.

## Recorregut literari
La seva primera novel·la, Hores prohibides, va ser finalista del Premi de novel·la curta Just Manuel Casero de 2007. L'obra, publicada per Amsterdam-Ara Llibres, narra la passió amorosa d'una noia jove a principis del segle XX i representa l'inici de la carrera literària de l'autora.
Va ser finalista del Premi Vet Aquí Un Gat de conte infantil amb el relat La mosca de Camós i va guanyar el premi Sant Jordi de Narrativa de l'Ajuntament de Sarrià de Ter amb el recull de relats Naturalesa humana (Curbet Edicions). Com a autora de relats breus, ha publicat també els reculls Un excés de felicitat. Vint contes perversos a (CGG Edicions, 2013) i Espècies invasores. Vint-i-dos contes mortals (Curbet Edicions, 2016). A més, compta amb diversos relats premiats publicats en obra col·lectiva.
És autora de dues biografies. D'una banda, la biografia novel·lada, impulsada per Òmnium Cultural, Demà tindrem sort. La història de Joan Pacheco, un nen a l'exili. I, de l'altra, la biografia de l'actriu i directora de teatre Cristina Cervià Sancho, titulada Dona de teatre. Cristina Cervià, d'Els Pastorets a Temporada Alta (Editorial Gavarres, amb l'impuls de la Fundació Valvi). El llibre és, a més, un recorregut per la història del teatre a Catalunya en els últims quaranta anys.
El març de 2023 va guanyar el Premi de narració Joaquim Ruyra, dins dels Premis Recvll de Blanes, per l'obra El món dels vius, contes i microcontes criminals, una «aposta clara per l'humor negre i absurd —segons el jurat—, que serveix per parlar de les coses importants de la vida».
És professora i tutora de l'Aula d'escriptura Vicenç Pagés Jordà, de Girona.

## Lectura Fàcil
Des del inicis de la seva vida literària i en relació amb la seva feina de docent, Núria Martí està interessada en la producció literària per a persones amb dificultats lectores i alterna publicacions en Lectura Fàcil amb publicacions en estàndard. Així, és autora de les novel·les en Lectura Fàcil Les mateixes estrelles,Trampa de foc i Set dies al llac. A més, Martí coordina la col·lecció de caràcter pedagògic en Lectura Fácil Les rutes de Marcus Marc, d'Adapta Editorial, i n'és autora de dos volums: Marcus Marc i la ruta del cacau i Marcus Marc i la ruta de la fusta. La seva relació amb la Lectura Fàcil és intensa i continuada, i adapta nombrosos títols, tant clàssics com moderns i per a diferents editorials, entre les quals La mar de fàcil i Castellnou Edicions. Compta amb traduccions al castellà, al basc i al gallec. La seva novel·la de Lectura Fàcil Set dies al llac és una de les obres publicades en eusquera, amb el títol Traizioa lakuan, en la primera col·lecció del projecte Lectura Fácil Euskadi. El 2022 ella mateixa adapta a la Lectura Fàcil la seva òpera prima, Hores prohibides, amb el títol Hores secretes.

## Obres[calcitació]
- Hores prohibides. (Ara Llibres, 2009)
- La mosca de Camós, Premi de contes Vet aquí un gat 2008. (Ajuntament, 2009) [infantil]
- Les mateixes estrelles.(Abadia de Montserrat, 2010) (La mar de fácil, 2019)
- Naturalesa humana. (CCG, 2011)
- Trampa de foc. (La Mar de Fàcil, 2011)
- Set dies al llac. (La Mar de Fàcil, 2012)
- Un excés de felicitat. Vint contes perversos (Curbet Edicions, 2013)
- Marcus Marc i la ruta del cacau (Adapta Editorial, 2016)
- Espècies invasores. Vint-i-dos contes mortals (Curbet Edicions, 2016)
- Demà tindrem sort. La història de Joan Pacheco, un nen a l'exili (Curbet Edicions, 2018)
- Marcus Marc i la ruta de la fusta (Adapta Editorial, 2020)
- Dona de teatre. Cristina Cervià, d'Els Pastorets a Temporada Alta (Editorial Gavarres i Fundació Valvi, 2022)
- Hores secretes (La mar de fàcil, 2022)
- El món dels vius (Pagès Editors, 2024)

## Adaptacions a la Lectura Fàcil[8][calcitació]
- Cavall de guerra, de Michael Morpurgo (La mar de fàcil, 2014)
- El temps de les cireres, de Montserrat Roig (La mar de fàcil, 2016l)
- Mecanoscrit del segon origen, de Manuel de Pedrolo (Adapta Editorial, 2016)
- Oliver Twist, de Charles Dickens (Castellnou Kalafat)
- Cruïlla de mons, d'Anna Tortajada (La mar de fàcil)
- Molt soroll per res, de William Shakespeare (La mar de fàcil, 2017)
- Pilar Prim, de Narcís Oller (La mar de fàcil, 2018)
- Viatge al centre de la Terra, de Jules Verne (Castellnou Edicions /Kalafat, 2020)
- Al faro, de Virginia Woolf (La mar de fàcil, 2020)
- La Màquina del Temps, de H.G. Wells (Adapta Editorial, 2020)
- Els morts, un conte de Dublinesos, de James Joyce (La mar de fàcil, 2021)
- Solitud, de Víctor Català (La mar de fàcil, 2021)
- Bodas de sangre, de Federico García Lorca (La mar de fàcil, 2022)
- El talismà, de W. Scott (Castellnou Edicions /Kalafat, 2023)
- Alícia en terra de meravelles, de L.Carroll (Castellnou Edicions /Kalafat, 2023)
- Josafat, de Prudenci Bertrana (La mar de fàcil, 2023)
- Terra baixa, d'Àngel Guimerà (La mar de fàcil, 2024)

## Premis[calcitació]
- Novel·la Curta de Lectura Fàcil, 2009 per Les mateixes estrelles
- Sant Jordi de narrativa de Sarrià de Ter, 2009, per Naturalesa humana
- Premi 7 Plomes de Mollet, 2012, per Mores de la morera negra
- Primer premi de narrativa Vila de Torelló/Gat literari 2019, per Pitbull
- Primer premi al Concurs literari de narració curta 2022 de Sant Hilari, per Tortura
- Premi de narració Joaquim Ruyra, Premis Recvll 2023, per El món dels vius[1]